# Adolph Manns
Adolph Manns (* 14. Juni 1802 in Hanau-Kesselstadt; † 11. Juli 1884 ebenda) war ein deutscher Jurist und Mitglied der kurhessischen Ständeversammlung.

## Leben
Adolph Manns war nach seinem Studium der Rechtswissenschaften als Obergerichtsanwalt beim Kreisgericht Hanau tätig, als er 1838 ein Mandat für die kurhessische Ständeversammlung für den Wahlbezirk Hanau-Land erhielt. Das Parlament wurde nach den Unruhen im Jahre 1831 zum Zweck der Beratung und Verabschiedung einer Verfassung gebildet und hatte bis 1866 Bestand, als das Land Hessen durch Preußen annektiert wurde. 
Er war einer der radikalsten Hanauer Demokraten, der schon 1830 nach der Julirevolution wegen Beleidigung des Bundestags zu 6 Monaten Festung verurteilt worden war. 1848 verfasste er das sogenannte Hanauer Ultimatum an den Kurfürsten.
Manns war Mitglied des Verwaltungsvorstands des Hospitals zu Alt-Hanau.